# Вітів Ігор Йосифович
 Вітів Ігор Йосифович  (* 1 квітня 1984) — український футболіст, воротар.